# آیومی موریتا
آیومی موریتا  (انگلیسی: Ayumi Morita؛ زاده ۱۱ مارس ۱۹۹۰) یک تنیس‌باز اهل ژاپن است.